# 波灵 (纽约州)
波灵（英語：Pawling）是位于美国纽约州达奇斯县的一个镇，地处达奇斯县东南部。2010年美国人口普查时，该镇有8463人。波灵镇建于1788年，名称来源于原先该县第二大土地拥有者亨利·比克曼（Henry Beekman）之女凯瑟琳·波林（Catherine Pauling）。